# Alexeï Sergueïevitch Iermolov
Pour les articles homonymes, voir Lermolov.
Alexeï Sergueïevitch Iermolov (en russe : Алексей Сергеевич Ермолов ; 12 novembre 1847 - 4 janvier 1917), est un homme politique russe.

## Biographie
Diplômé du Lycée de Tsarskoïe Selo en 1866, puis de l'Institut agricole de Saint-Pétersbourg en 1871, il devient  rédacteur en chef du département statistique et membre du Conseil de la recherche du ministère de l'Agriculture. Il est le chef de l'expédition pour étudier l'élevage ovin dans l'Empire.
De 1883 à 1892, il est le chef du département de fiscalité indirecte du ministère de l'Économie, et devient l'adjoint du ministère des Finances en 1892.
Il est ministre de l'Agriculture et des propriétés d'État de l'Empire russe de 1892 à 1905. Il devient membre du Conseil d'État de la Russie impériale.
Il était un membre actif de la Société d'économie libre (Вольное Экономическое Общество), dont il fut vice-président de 1886 à 1888, et a publié de nombreux articles scientifiques dans les travaux de la Société. Il a représenté la société à l'Exposition universelle de 1878 à Paris.
En 1899, Ermolov a été élu membre de l'Académie des sciences de Russie.
Yermolov et Serge Witte étaient des cibles de la critique acerbe de Lénine dans son ouvrage.